# Ateliers de Carrosserie Broual
Ateliers de Carrosserie Broual, zuvor Ateliers de Carrosserie de Bécon, war ein französischer Hersteller von Automobilen und Karosserien.

## Unternehmensgeschichte
Maurice Broual († 1991) gründete 1934 das Unternehmen Ateliers de Carrosserie de Bécon. Standort war die Rue Louis Ullach 7 in Courbevoie. Die Produktion von Automobilkarosserien begann. 1947 war der letzte Auftritt auf dem Pariser Automobilsalon. 1948 entstand noch ein Cabriolet. Über die nächsten sieben Jahre ist nichts bekannt. 1955 zog das Unternehmen nach Briare und firmierte nun als Ateliers de Carrosserie de Broual. 1982 begann die Produktion von Automobilen. Der Markenname lautete ACB. Bis zur Produktionseinstellung 1991 entstanden etwa ein Dutzend Fahrzeuge.

## Fahrzeuge
Zunächst entstanden nur Karosserien. Auf dem Fahrgestell eines Amilcar Pégase entstand ein Rennwagen, der heute noch existiert. Für den Antrieb sorgt ein modifizierter Vierzylindermotor vom Peugeot 402 mit 1992 cm³ Hubraum. Außerdem fanden Fahrgestelle von Citroën, Georges Irat und Peugeot Verwendung für Aufbauten für Sportwagen.
Ab 1982 stellte das Unternehmen Nachbauten klassischer Automobile her. Zunächst waren Modelle von Delage (Delage D6) und Automobiles Delahaye (Delahaye 135) die Vorbilder. Die Karosserien bestanden aus Aluminium. 1983 kamen Nachbauten der Talbot-Modelle T 110, T 120 und T 150 dazu. Zur Wahl standen Einbaumotoren vom Peugeot 505 mit Saugrohreinspritzung, vom Talbot Tagora sowie von Renault (Vierzylindermotoren aus dem Renault 18 oder Renault 20). Der Neupreis betrug zwischen 130.000 und 150.000 Französische Franc.